# ケイダッシュステージ
株式会社ケイダッシュステージ（K DASH Stage Co.,Ltd.）は、日本の芸能事務所・舞台制作会社。ケイダッシュの関連会社。

## 所属タレント

### お笑い芸人
- 有元さくら子
- 漆山竜太
- エルクシダー（西居欧大、樋山航生）
- オードリー（若林正恭、春日俊彰）
- オッパショ石（広田ハヤト、蒲谷ユウキ）
- おミルク（藤本憲、堀駿平）
- クロコップ（荒木好之、しょうた）
- サツマカワRPG（怪奇!YesどんぐりRPG）
- ジネンジョ（じょな じょな、のりぞー）
- ジャガモンド（きど、斉藤正伸）
- しゃがら（梶むねまさ、白川渓太郎）
- 祝。エペ（高島朋也、長内佑太）
- SHUNSUKE
- チャパティ
- できたくん
- どきどきキャンプ（岸学、佐藤満春）
- トキヨアキイ（よし、ササ）
- ドナタ（大槻オドル、シブヤユウキ、ヒサノ）
- トム・ブラウン（布川ひろき、みちお）
- どんぐりたけし（怪奇!YesどんぐりRPG）
- Hi-Hi（上田浩二郎、岩崎一則）
- ハウンドチョーカー（出山大我、おハギちゃん）
- ハナフダ（岡田竜、桜井友朗）
- はなわ
- ハマカーン（浜谷健司、神田伸一郎）
- 原口あきまさ
- ハルカラ（和泉杏、浜名ランチ）
- ハルヨ（小林稜治、福留耀星）
- HEY!たくちゃん
- ボートヨットカヌー（海豹、川ナイル）
- マードック（ごうはら、山本龍）
- マスオチョップ（松本拓郎、西園ひろむ）
- ムラタケ（村上智廣、武田仰嗣）
- ヤーレンズ（楢原真樹、出井隼之介）
- ヨタロウ。（じゃくそん、苅田昇）
- 雷丼（甲田和希、柴田涼太）
- ワルヂエ（五十里真光、三好陽介）

### タレント
- スザンヌ
- 岡ももこ
- 小森ほたる
- 関谷真由
- 瀬良垣寧凰
- 津崎佑美
- 七海日華那
- 猫田陽美
- 早見紗英
- 山田綺良々

### アーティスト
- 秋川雅史
- 風男塾（中野風女シスターズ）[注 1]
- dreamBoat
- xxLeCœur

### 文化人
- 村木宏衣
- AMON
- 鬼そば藤谷 店主
- ジャガモンド斉藤

## 過去の所属タレント
お笑い芸人
- 今井鳥井
- 5・7・5
- さまぁさまぁ
- しんご☆くん
- ハイセンス
- 白衣
- ランプアップ
- 連戦姉妹
- ゆだのりを
- サボテンラッシュ
- ばうんど
- ぺる
- ブリッジマウンテン
- あやか
- 大輪教授
- モンキーチャック
- うしお
- ヘラクレス
- 前田健
- オオシロ大魔人
- オーバーラップ
- サッチ
- キャットストリート
- 忍ケンタウロス
- ちょむ&マッキー
- トリグミ
- ホウテイシキ
- おにしめ
- 犬カブトムシ
- ビックスモールン
- チャパパ
- ラ・ラベスト
- アリ☆こうた
- コスモスライダー
- ベロニカ
- ねじ
- うどんマン
- チャーミング炒飯
- 桜井ちひろ
- GGチャンネル（旧・ゴンゴール）
- アモーレ橋本
- Dr.レオン
- キズマシーン
- トランスミッター
- あゆ
- フレンチぶる
- 島崎俊郎
- トッキブツ
- 軟骨水晶
- かぎしっぽ
- アーシングステップ

女性タレント
- 相沢まき
- 愛菜
- あゆか
- 新井寛乃
- 一条シエル
- 大藤みら
- 片山蘭
- 夏向
- 北室亜弥
- 楠田彩琴
- くぼたみか
- 詩音
- さがゆりこ
- 桜木りか
- 下仮屋カナエ
- 下舘夏希
- 末吉咲子
- 千知
- 瀬口かな
- 星波
- たかふじ右近
- タナベエミ
- 中川紗良
- 乃愛
- 原田まりる
- 原アンナ
- 陽稀
- 三上茜衣
- 藤田怜
- 古川小百合
- 星野敬太郎
- 未来
- 八木麻衣子
- 安川リベカ
- 結木さくら
- 小森虹那
- YUUGA
- Lee

アーティスト
- KAI
- 滝賢一郎
- 秀香
- 中野風女シスターズ (風男塾)元メンバー[注 2]
- THE HOOPERS[注 3]
- AXELL[注 4]
- ael-アエル-元メンバー[注 5]
- EUPHORIA[注 6]
- いであやか
- Pipping Hot[注 7]
- BOP[注 8]

文化人
- 渡辺広明